# 南投市農會
南投市農會，原為南投信用組合，是位於臺灣南投縣南投市的公家機關，於2002年1月29日公告為南投縣歷史建築。

## 歷史背景
南投市農會之辦公廳舍創建於1936年，是由原於1914年成立的有限責任南投信用組合，改稱保證責任南投信用購買販賣利用組合後所進駐。第二次世界大戰結束後，該棟建築先易名為南投鎮合作社，後於1949年改為南投鎮農會；1981年南投鎮改制為南投市，改名為至今稱呼之南投市農會。
1999年，該處建築物經歷921大地震時曾造成牆壁龜裂，當前修復後則成南投市內現存規模較大且完整的近代建築，目前為是由南投市農會信用部使用，專門辦理信用存放款業務，管理維護則為南投市農會。

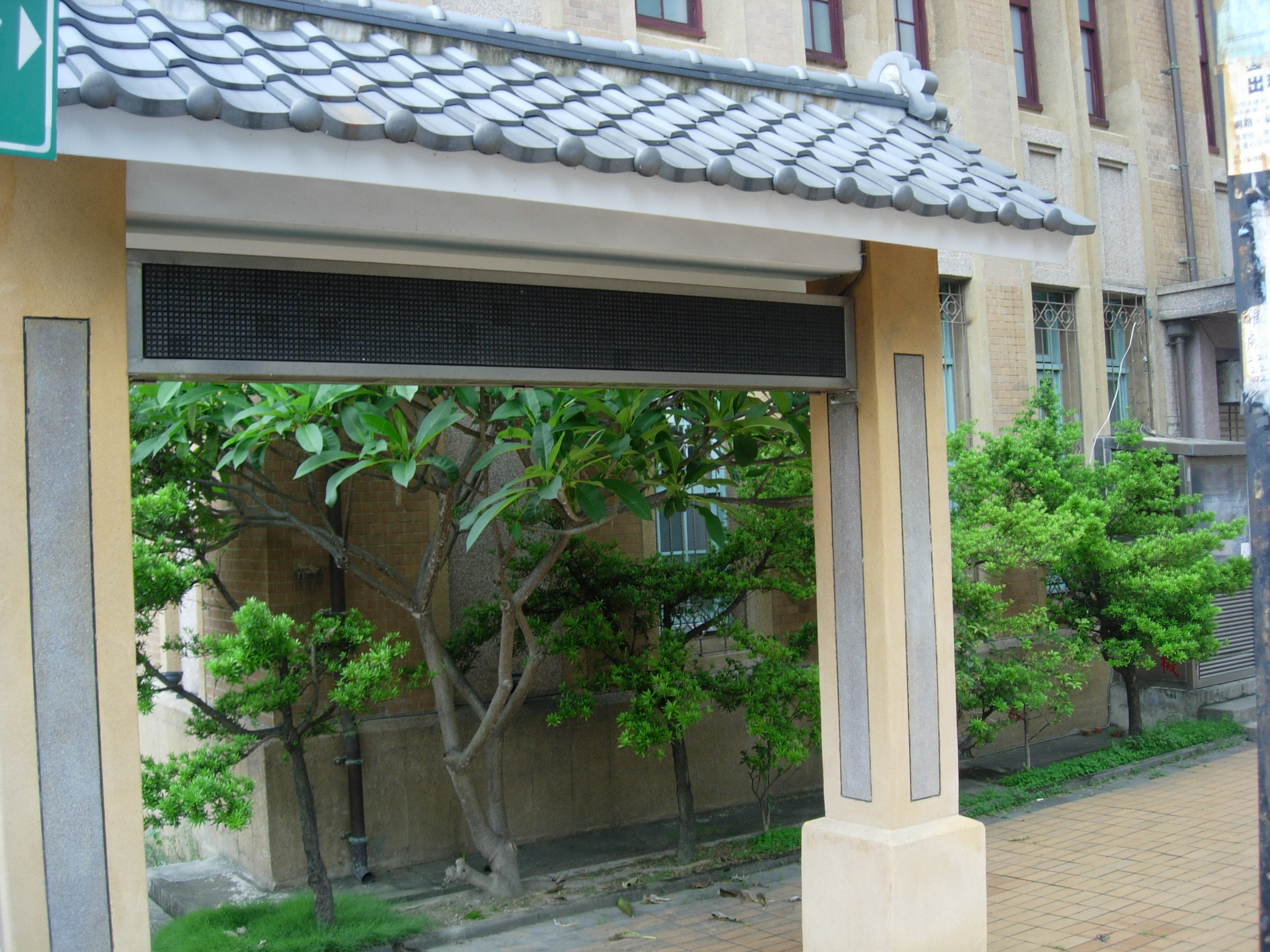
南投市農會一旁小門

## 建築設計
南投市農會之辦公廳舍座北朝南，前為退縮8公尺，為現代主義風格之二層樓之加強磚造建築，表面貼外貌為國防色的十三溝面磚，整體立面造形簡樸平實，上下樓層細長窗呈垂直分割線條，
戰後增建部份則以洗石子為飾面，此增建部分在結構上有類似扶壁作用。屋頂之屋瓦則覆以日本文化瓦顯示，內部結構則以承重牆支撐結構，當前建築情況保持完好，同時也保留日治時期裝設的木窗及重錘窗構造。

## 外部連結
- 南投市農會 建築簡介 （页面存档备份，存于）